# Stenostelma capense
Stenostelma capense är en oleanderväxtart som beskrevs av Rudolf Schlechter. Stenostelma capense ingår i släktet Stenostelma och familjen oleanderväxter. Inga underarter finns listade i Catalogue of Life.